# Viktor Kleiner (Politiker)
Viktor Kleiner (* 15. Juli 1902 in Wien; † 18. Jänner 1987 in Neulengbach) war ein österreichischer Politiker (SPÖ) und Kammeramtsdirektor. Er war von 1962 bis 1970 Abgeordneter zum Nationalrat.
Kleiner besucht nach fünf Klassen Volksschule drei Klassen der Bürgerschule und erlernte danach den Beruf des Gürtlers. Er begann 1922 ein Studium und promovierte 1934 zum Doktor. Beruflich war er bis 1920 als Gürtler tätig, danach trat er 1920 in den Dienst des Verbandes der jugendlichen Arbeiter, wo er als Sekretär beschäftigt war. 1922 wurde er Landesparteisekretariat der Sozialdemokratischen Partei, 1927 trat er in den Dienst des Magistrates Wien. Nach der Machtübernahme der Nationalsozialisten wurde Kleiner 1938 entlassen und war in der Folge als Geschäftsführer in der Privatwirtschaft tätig. Nach dem Zweiten Weltkrieg wurde er 1946 Mitarbeiter Kammer für Arbeiter und Angestellte für Oberösterreich. Er arbeitete als Sekretär und wurde zum Kammeramtsdirektor befördert.
Kleiner engagierte sich von 1949 bis 1962 als Gemeinderat in Linz und gehörte der Landesparteivertretung der SPÖ Oberösterreich an. Er vertrat die SPÖ vom 14. Dezember 1962 bis zum 31. März 1970 im Nationalrat. 